# Deutzia squamosa
Deutzia squamosa är en hortensiaväxtart som beskrevs av S.M. Hwang. Deutzia squamosa ingår i släktet deutzior, och familjen hortensiaväxter. Inga underarter finns listade i Catalogue of Life.